# Grand Prix de Villapourçon
Le Grand Prix de Villapourçon est une course cycliste française disputée au mois d'août à Villapourçon, dans le département de la Nièvre. Créée en 1969, elle est organisée par Vélo Sport Nivernais Morvan. 
La course se déroule habituellement sur un circuit de 7,5 kilomètres à douze tours, soit une distance totale de 90 kilomètres. Des cyclistes français réputés comme Mariano Martinez, Miguel Martinez ou encore Jean-Christophe Péraud ont pris le départ de l'épreuve par le passé.

## Palmarès
| Année | Vainqueur             | Deuxième             | Troisième                |
| ----- | --------------------- | -------------------- | ------------------------ |
| 1969  | Jean-Pierre Puccianti | Robert Jankowski     | Gérard Brénon            |
| 1970  | François Coquery      | Martin Martinez      | Yves Hézard              |
| 1971  | Patrick Chevallier    | Robert Jankowski     | Martin Martinez          |
| 1972  | André Duret           | Robert Jankowski     | Michel Pitard            |
| 1973  | Jean-Paul Cornette    | Henri Chavy          | Raymond Gay              |
| 1974  | Claude Chabanel       | Gérard Dessertenne   | Michel Laurent           |
| 1975  | Charles Genthon       | Claude Chabanel      | Dino Bertolo             |
| 1976  | Patrick Busolini      | Sylvain Blandon      | Henri Chavy              |
| 1977  | Raymond Blanchot      | Robert Ducreux       | Sylvain Blandon          |
| 1978  | Patrick Riglet        | Jean-Jacques Moirier | Robert Jankowski         |
| 1979  | Gérard Dessertenne    | Jérôme Simon         | Henri Chavy              |
| 1980  | Gérard Dessertenne    | Jean-Luc Vernisse    | Claude Chabanel          |
| 1981  | Patrick Busolini      | Claude Chabanel      | Ryszard Szurkowski       |
| 1982  | Patrick Busolini      | Manuel Carvalho      | Gérard Dessertenne       |
| 1983  | Manuel Carneiro       | Jean-Paul Garde      | Gérard Dessertenne       |
| 1984  | Jean-Paul Garde       | Philippe Guitard     | Marcel Kaikinger         |
| 1985  | Tadeusz Krawczyk      | Janusz Bieniek       | Jan Brzeźny              |
| 1986  | Mariano Martinez      | Manuel Carneiro      | Janusz Bieniek           |
| 1987  | Patrick Bruet         | Janusz Bieniek       | Mariano Martinez         |
| 1988  | Patrick Busolini      | Henryk Charucki (pl) | Marcel Kaikinger         |
| 1989  | Christophe Manin      | Sylvain Volatier     | Jean-Paul Garde          |
| 1990  | Denis Jusseau         | Henryk Charucki (pl) | Marcel Kaikinger         |
| 1991  | Jean-Paul Garde       | Nicolas Dubois       | Mieczysław Karłowicz     |
| 1992  | Marcel Kaikinger      | Jacques Dard         | Jean-Paul Garde          |
| 1993  | Jean-Paul Garde       | Jacques Dard         | Olivier Lafay            |
| 1994  | Marc Thévenin         | Marian Gołdyn (pl)   | Jacek Bodyk              |
| 1995  | Gérald Liévin         | Hristo Zaikov        | Jean-Paul Garde          |
| 1996  | Benoît Farama         | Raphaël Martinez     | Jean-Paul Garde          |
| 1997  | Alain Saillour        | Raphaël Ruffinoni    | Nicolas Dumont           |
| 1998  | Marc Thévenin         | Cédric Célarier      | Jean-Philippe Thibault   |
| 1999  | Alain Saillour        | Denis Moretti        | Raphaël Martinez         |
| 2000  | Jacques Bogdanski     | Frédéric Delalande   | Sébastien Bordes         |
| 2001  | Jean-Marie Ballereau  | Pierre Therville     | Yannick Aellig           |
| 2002  | Olivier Farama        | Alain Saillour       | Tony Roman               |
| 2003  | David De Vecchi       | Wilfried Jolly       | Aymeric Brunet           |
| 2004  | David De Vecchi       | Nicolas Bourdillat   | Aurélien Stehly          |
| 2005  | David De Vecchi       | Dan Fleeman          | Stéphane Bénetière       |
| 2006  | David De Vecchi       | Cyril Leclerc        | Aymeric Brunet           |
| 2007  | Miguel Martinez       | Stéphane Bénetière   | Jean-Christophe Péraud   |
| 2008  | Benoît Luminet        | Cédric Jeanroch      | Laurent Denonfoux        |
| 2009  | Frédéric Finot        | Sylvain Georges      | Olivier Grammaire        |
| 2010  | Frédéric Finot        | Sylvain Georges      | Frédéric Talpin          |
| 2011  | Antony Tévenot        | Frédéric Talpin      | Franck Brucci            |
| 2012, | Antony Tévenot        | Guillaume Bonnet     | Jérémy Maison            |
| 2013  | Jérémy Maison         | Matthieu Lemoine     | Antony Tévenot           |
| 2014  | Julien Bernard        | Guillaume Barillot   | Sébastien Fournet-Fayard |
| 2015  | Axel Gagliardi        | Jérémy Cabot         | Sébastien Fournet-Fayard |
| 2016  | Boris Orlhac          | Martial Roman        | Loïc Forestier           |
| 2017, | Corentin Ville        | Romain Barroso       | Florian Dumourier        |
| 2018  | Sten Van Gucht        | Alexandre Jamet      | Lucas Papillon           |
| 2019  | Yannick Martinez      | Lucas Papillon       | Sébastien Fournet-Fayard |